# Emi Yamamoto
Emi Yamamoto (山本 絵美, Yamamoto Emi, Miura, 9 maart 1982) is een Japans voetbalster die als middenvelder speelt.

## Carrière
Yamamoto speelde voor onder meer Tasaki Perule FC.
Zij nam met het Japans vrouwenvoetbalelftal deel aan de wereldkampioenschappen in 2003. Daar stond zij in alle drie de wedstrijden van Japan opgesteld. Japan werd uitgeschakeld in de groepsfase met de Argentinië, Duitsland en Canada. Yamamoto nam met het Japans elftal deel aan de Olympische Zomerspelen in 2004 en daar stond zij in twee van de wedstrijden van Japan opgesteld. Japan werd uitgeschakeld in de eerste knock-outronde door de Verenigde Staten.

## Statistieken
| Japans vrouwenvoetbalelftal | Japans vrouwenvoetbalelftal | Japans vrouwenvoetbalelftal |
| Jaar                        | Wed.                        | Dlp.                        |
| --------------------------- | --------------------------- | --------------------------- |
| 2003                        | 14                          | 1                           |
| 2004                        | 8                           | 3                           |
| Totaal                      | 22                          | 3                           |